# 大阪産業大学附属高等学校
大阪産業大学附属高等学校（おおさかさんぎょうだいがく ふぞく こうとうがっこう、英: Osaka Sangyo University High School）は、大阪府大阪市城東区にある私立の高等学校。

## 概要
教育課程は全日制課程で普通科に4つのコース（特進コースI、特進コースII、進学コース、スポーツコース）が、国際科に一つのコース（グローバルコース）がある。
当初は男子校だったが、1992年の国際科開設に合わせ男女共学となっている。
かつて中学校も併設していたが2018年に募集停止した。

## 沿革
1928年11月に大阪鉄道学校（修業年限3年制）設立が、1938年2月に大阪第一鉄道学校（5年制）設立が認可された。この2校が1945年4月に合併、現在の大阪産業大学と学校法人の源流となっている。1948年4月1日、普通科・業務科・機械科・土木科・電気科・自動車科からなる大阪第一高等学校として設置を認可された。
1980年代の高校生急増期に、大阪府からの要請を受けて、高校生受け入れ対策の臨時分校を設置することを決定し、大東市の大阪産業大学のキャンパス敷地を転用し、大阪産業大学高等学校大東校舎が1983年に設置された。大東校舎は、1988年度入学者を最後に廃校となる認可だったが、その後状況が変化し、1988年に新たに大阪桐蔭高等学校として独立した。

### 年表
- 1928年11月 - 大阪鉄道学校設立認可。
- 1938年 2月 - 大阪第一鉄道学校設立認可。
- 1945年 4月 - 大阪鉄道学校を大阪第一鉄道学校に合併。
- 1947年 4月 - 学制改革により、大阪第一中学校を設置。
- 1948年 4月 - 学制改革により、大阪第一高等学校を設置。
- 1949年12月 - 大阪鉄道高等学校・大阪鉄道中学校に改称。
- 1975年 4月 - 大阪産業大学高等学校に改称。
- 1983年 - 大東市に大阪産業大学高等学校大東校舎（分校）を設置。
- 1988年 - 大東校舎が大阪桐蔭高等学校として独立
- 1996年 4月 - 大阪産業大学附属高等学校に改称。
- 1998年 4月 - 工業系学科（機械、自動車、電気、建設科）を募集停止。
- 2001年 4月 - 大阪産業大学附属中学校開校。
- 2005年 3月 - 野球部が第77回選抜高等学校野球大会に出場。
- 2017年 5月 - 大阪産業大学付属中学校、2018年度から募集停止を決定。
- 2020年3月14日- 大阪産業大学附属中学校閉校。

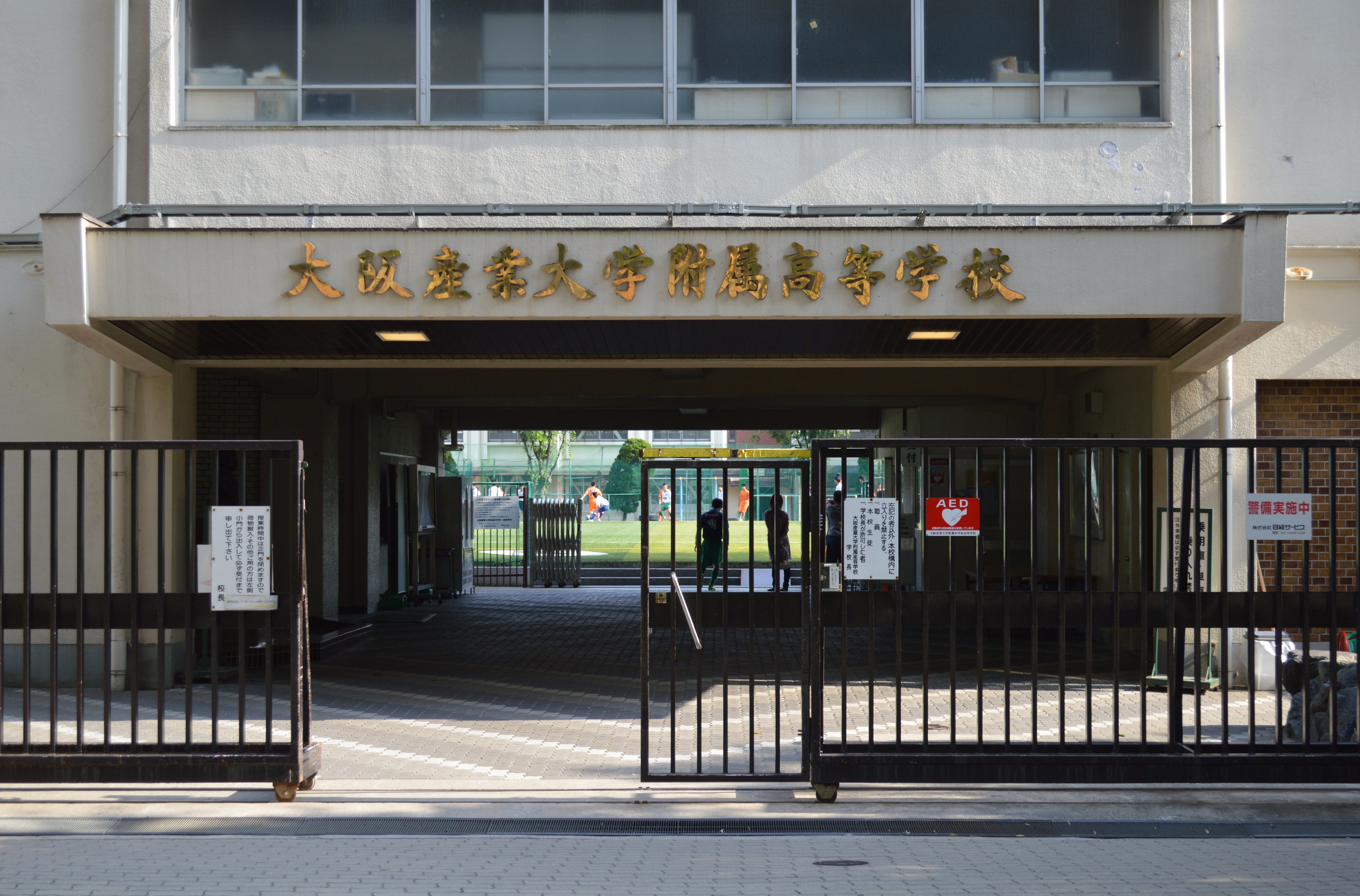
正門

## 交通
- Osaka Metro長堀鶴見緑地線 今福鶴見駅より北へ約700m
- Osaka Metro今里筋線 新森古市駅より南へ約800m
- 京阪本線関目駅およびOsaka Metro今里筋線関目成育駅より南西へ約1.4km
- 大阪シティバス「鶴見6丁目」バス停留所より西へ約70m

## 部活動
入学試験でスポーツ推薦、クラブ活動の吹奏楽部のクラブ推薦の制度がある。なお、学校法人大阪産業大学の中期事業計画（2019年度～2021年度）では系列の大阪桐蔭中学校・高等学校と「スポーツクラブの交流を図る」「定期戦の実施も視野」としている。
硬式野球部は、2005年に春の甲子園（第77回大会）に出場した。アメリカンフットボール部は、全国高校アメリカンフットボール選手権大会の決勝戦（クリスマスボウル）で計8回優勝している。

## 出身者
政治
- 遠藤敬 - 衆議院議員（日本維新の会所属）

芸能
- 石井光三 - 芸能プロデューサー
- 井之上チャル - 俳優
- 菅原かずや - ミュージシャン
- 杉浦太陽 - 俳優
- 山上たつひこ - 漫画家・小説家

スポーツ
- 内田海智 - プロテニスプレイヤー
- 内田好治 - 元プロ野球選手
- 木下典明 - アメリカンフットボール選手
- 木村星南 - ラグビー選手
- 小鍜治悠太 - ラグビー選手
- 佐々木博和 - サッカー選手
- 砂川敬三郎 - アメリカンフットボール選手
- 太晨光真 - 大相撲力士
- 高田鉄男 - アメリカンフットボール選手
- 田上秀則 - 元プロ野球選手、元硬式野球部監督
- 冨尾享平 - 競輪選手、元アメリカンフットボール選手
- 中本浩 - 野球選手（バルセロナオリンピック野球日本代表）
- 中山仁斗 - サッカー選手
- 奈良くるみ - プロテニスプレイヤー
- 長谷川昌泳 - アメリカンフットボール選手
- 林誠道 - サッカー選手
- 東口剛士 - ラグビー選手
- 東野稔 - アメリカンフットボール選手
- 平本学 - 元プロ野球選手
- 小野木晃英 - ラグビー選手
- 日吉健 - ラグビー選手
- 藤崎眞樹 - ラグビー選手
- 松永貫汰 - ラグビー選手
- 松永拓朗 - ラグビー選手
- 溝渕元気 - ラグビー選手
- 南修二 - 競輪選手
- 井上奨 - 日本大学元アメリカンフットボールコーチ
- 山﨑浩司 - 元プロ野球選手
- 山本貴則 - プロ野球審判員
- 渡辺貴之 - サッカー選手

## 教職員
- 山本泰 - 元硬式野球部監督。元PL学園高校・法政大学野球部監督。鶴岡一人の子